# Asclepias welshii
Asclepias welshii là một loài thực vật có hoa trong họ La bố ma. Loài này được N.H.Holmgren & P.K.Holmgren mô tả khoa học đầu tiên năm 1979.

## Hình ảnh

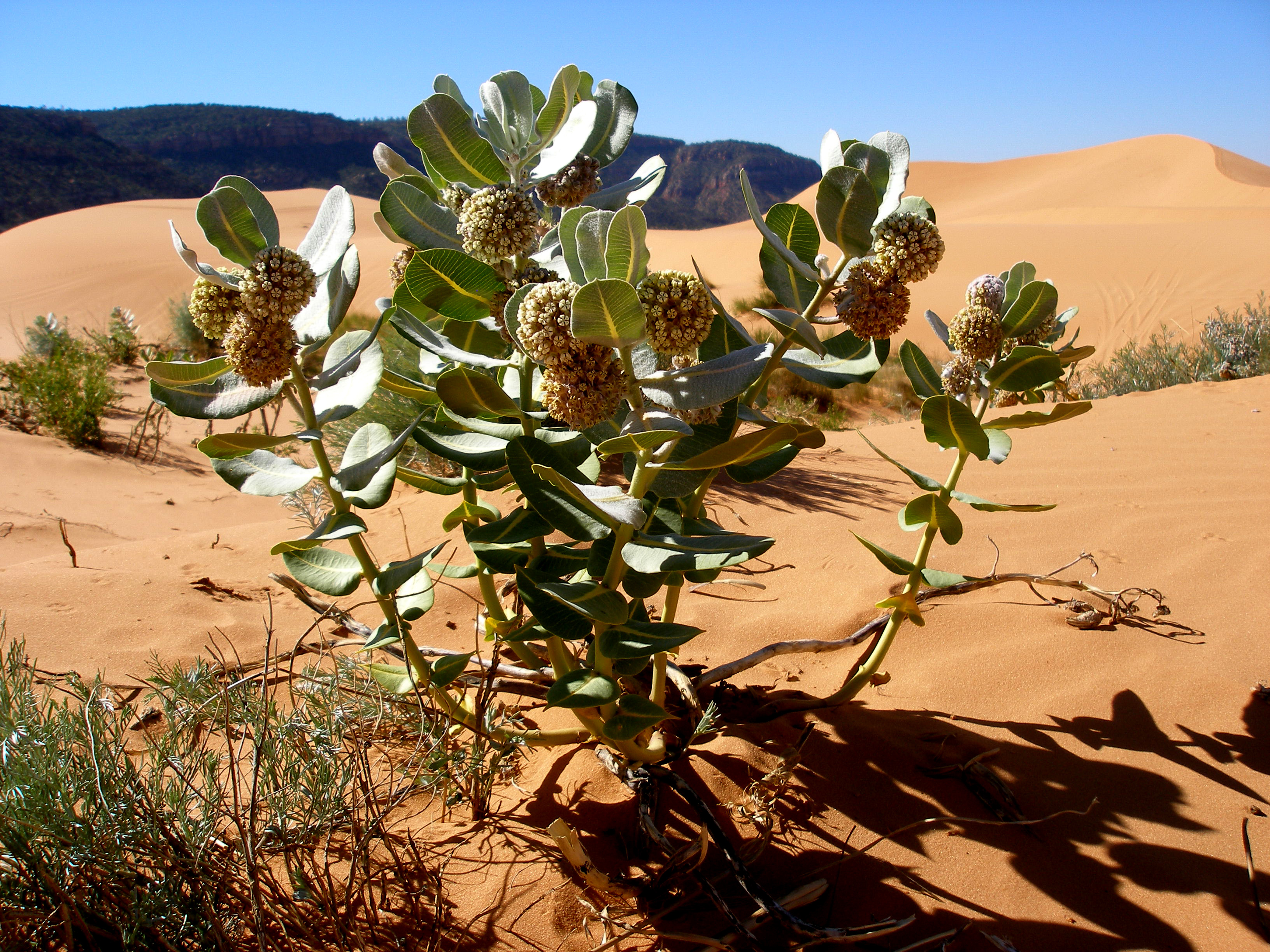
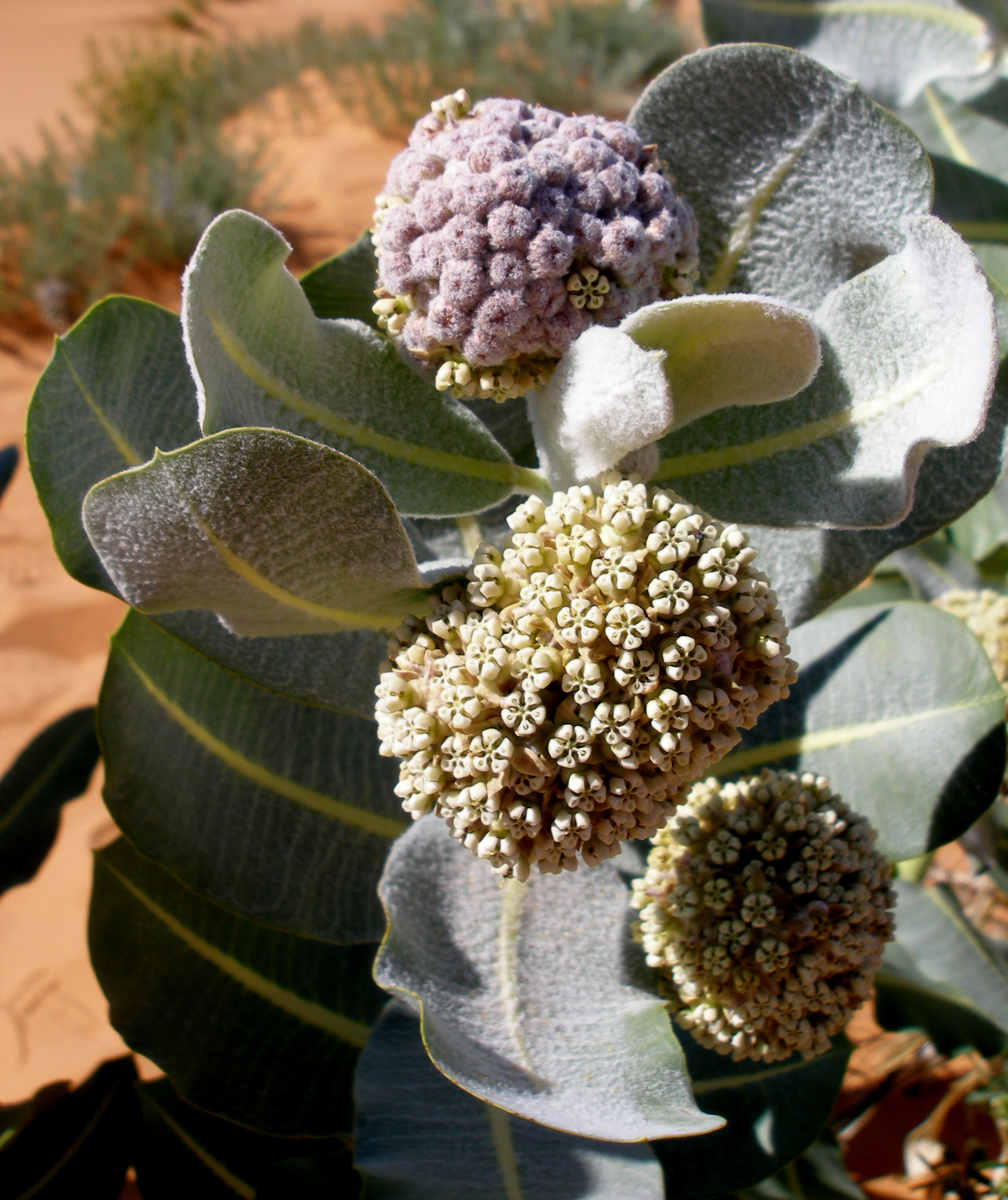